# Horšovský Týn
Horšovský Týn (in tedesco Bischofteinitz) è una città della Repubblica Ceca facente parte del distretto di Domažlice, nella regione di Plzeň.

## Monumenti e luoghi d'interesse

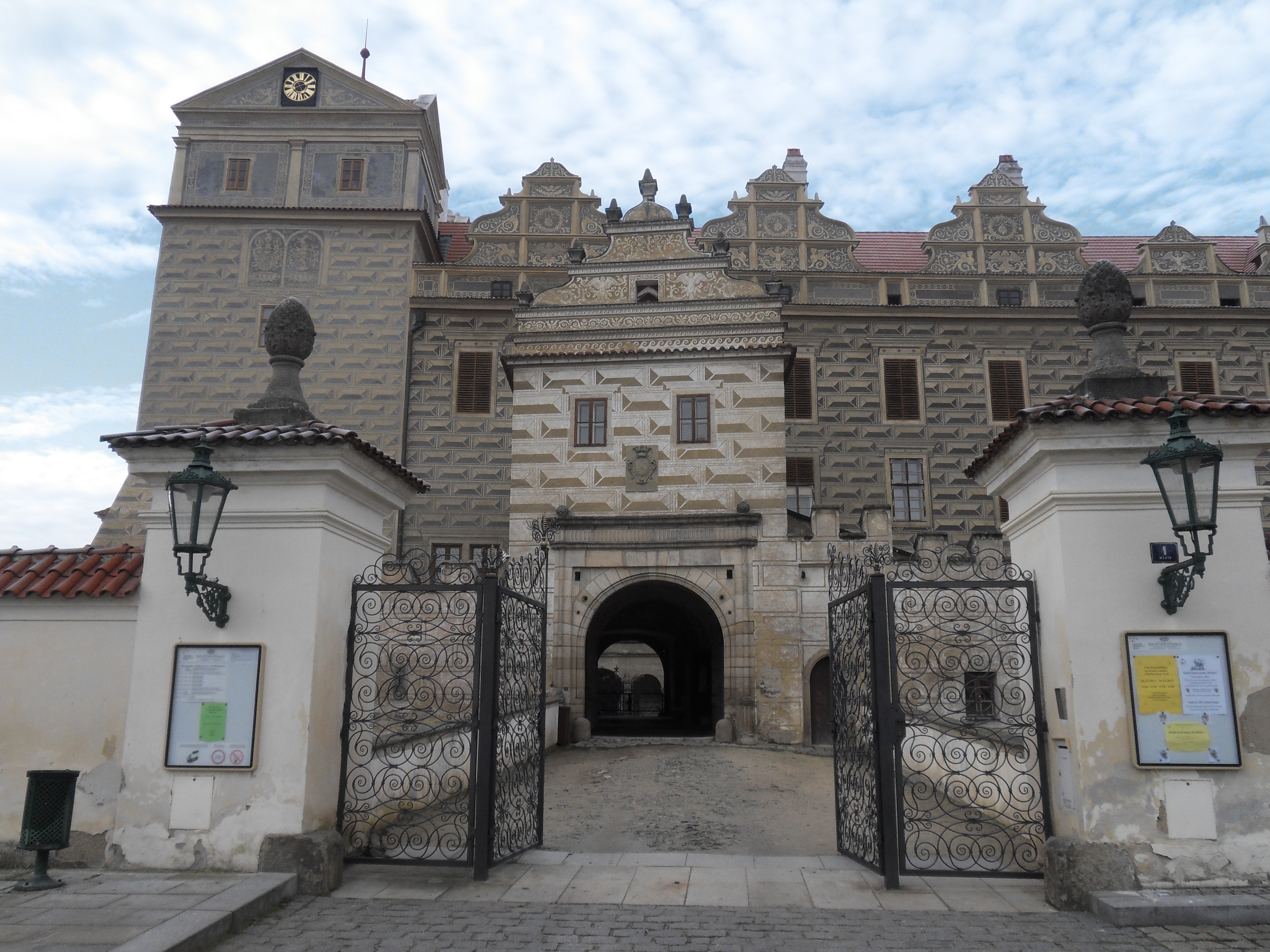
Castello

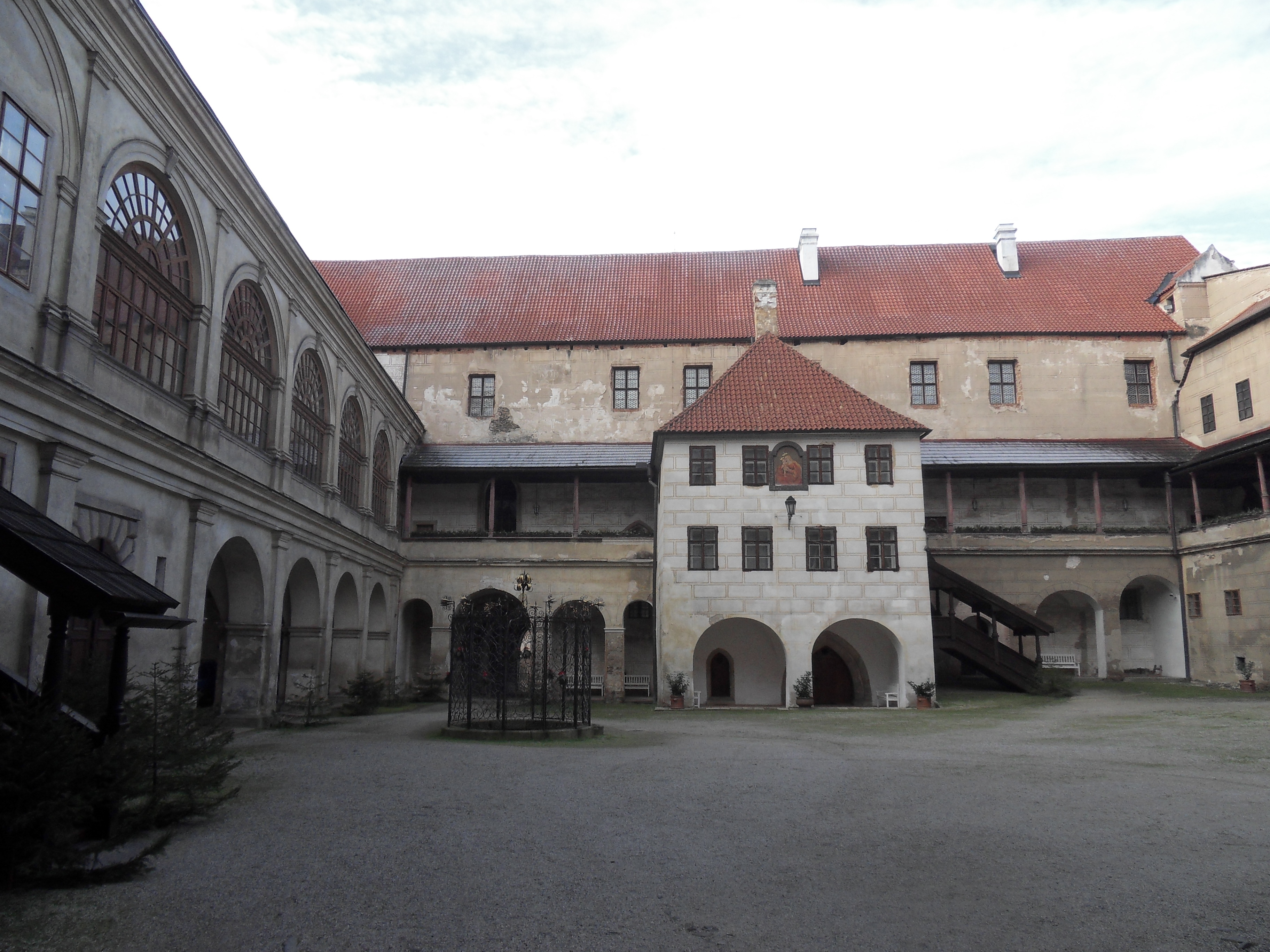
Corte interna

- Castello di Horšovský Týn. È una fortezza vescovile di carattere unico, edificata dall'arcivescovo di Praga Ernesto di Pardubice nel XIV secolo.[3] L'edificio fu ricostruito dopo l'incendio del 1547 come ampio castello rinascimentale e fino al XX secolo fu abitato da diverse famiglie aristocratiche boeme. Gli interni custodiscono una preziosa cappella, la mobilia rinascimentale, l'armeria e le cucine con arredi dell'epoca. Anche il parco presenta interesse naturalistico e paesaggistico.
- Municipio di Horšovský Týn, nel quartiere Město.